# Boris Aleksandrovič Voroncov-Vel'jaminov
Boris Aleksandrovič Voroncov-Vel'jaminov (Борис Александрович Воронцов-Вельяминов) (Jekaterinoslav, 14. veljače 1904. – Moskva, 27. siječnja 1994.), ruski astronom
Rođen u dvorjanskoj obitelji Voroncova-Vel'jaminovih.
Profesor na MGU. 
Neovisno od Trumplera otkrio je da međuzvjezdana prašina upija svjetlost. Proučavao je planetne maglice, nestacionarne zvijezde, maglice, galaktike, komete. 1930. je godine prvi proučio raspored plinova u glavi kometa, dokazao uraštenje jezgra komete. Od 1947. član Akademije pedagoških znanosti SSSR.
Nagrađen nagradom imena F. A. Bredihina Akademije znanosti SSSR i medaljom za otkriće novih astronomskih objekata. Zaslužni radnik znanosti RSFSR.

## Poznata djela
Znamenita djela, monografije i radovi su:
- Atlas i katalog međudjelujućih galaktika (VV, atlas vzaimodeystvuyushchikh galaktik)
- Galakticheskiye tumannosti (1935.)
- Novyye zvezdy i gazovyye tumannosti (1948.)
- Vnegalakticheskaya astronomiya (1-ye izd. 1972, 2-ye izd. 1977.)
- Ocherki istorii astronomii v Rossii (1956.)
- Ocherki istorii astronomii v SSSR (1960.)

## Vanjske poveznice
- Очерки о Вселенной (одна из его самых известных научно-популярных книг).
- Астрономия. Учебник для 10 класса средней школы 17-е издание, 1963 год, М, УЧПЕДГИЗ.
- Биография на сайте astronet.ru
- Биография на сайте энциклопедии «Кругосвет»
- А. Засов, Н. Дёмина. «Он многое в астрономии сделал первым»